# Hansen Präsident

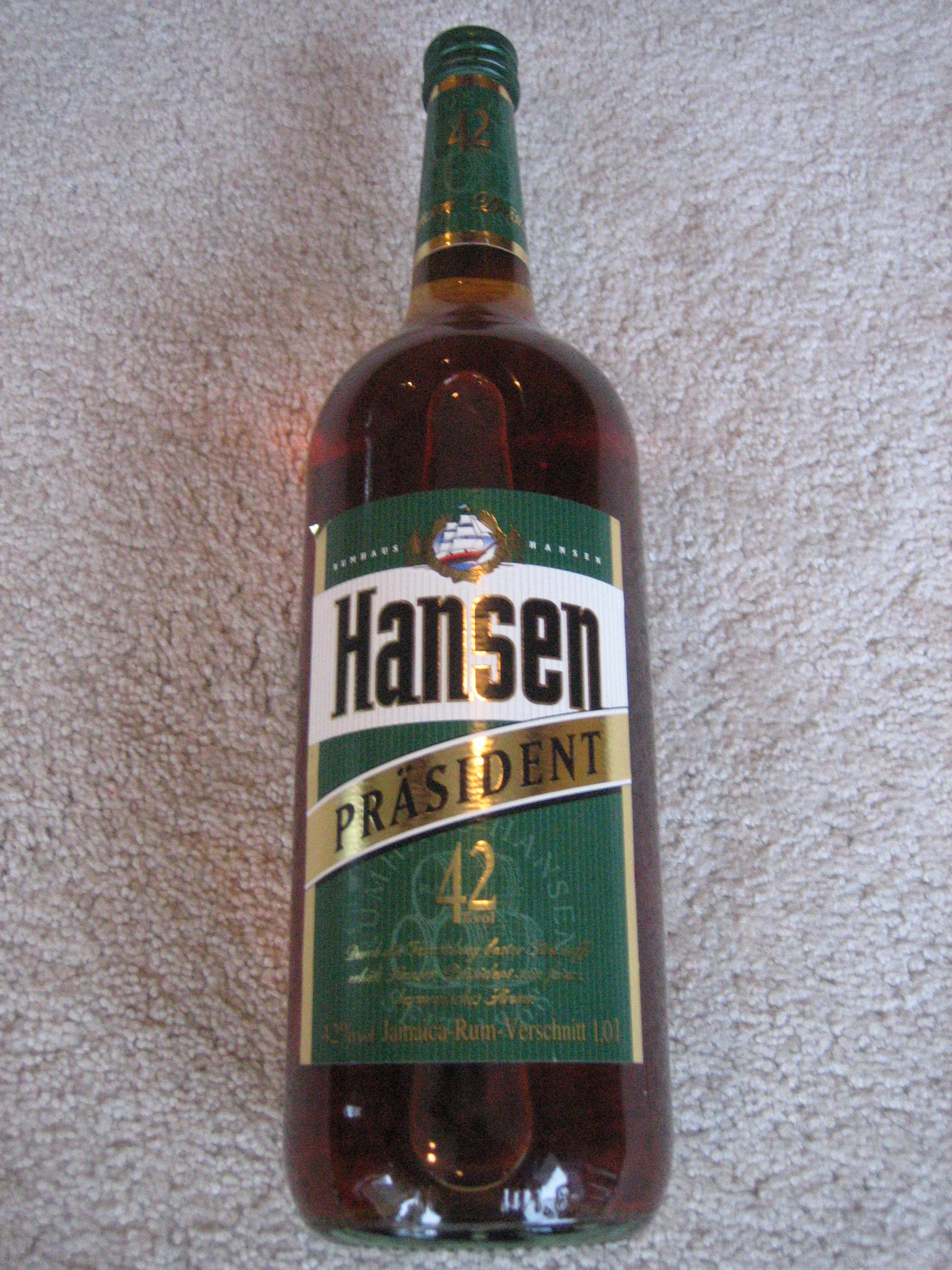
Hansen Präsident

Hansen Präsident war lange Zeit das Premiumprodukt (Rum-Verschnitt) mit 42 % Alkohol aus dem traditionellen Flensburger Rumhandelshaus Hansen und später Dethleffsen. Nach dem Niedergang der Flensburger Rumhäuser wurde die Marke jedoch Anfang der 2000er zusammen mit Bommerlunder an das Spirituosenunternehmen Berentzen aus Haselünne verkauft.

## Geschichte
Anlässlich der Fertigstellung des Hindenburgdammes, der die nordfriesische Insel Sylt mit dem Festland verbindet, weihte 1927 der damalige Reichspräsident Hindenburg das nach ihm benannte Bauwerk ein. Bei diesem Besuch wurde ihm eine Flasche eines besonders gelagerten und gereiften Flensburger Hansen-Rums überreicht. Hindenburg war von dem Produkt so angetan, dass er dem Rumhaus Hansen aus Flensburg erlaubte, den Rum auf alle Zeit „Präsident“ zu nennen. Der Rum wurde danach Hansen Präsident genannt und das Etikett trug ein Porträt Hindenburgs. Zur damaligen Zeit wurde Hansen-Präsident in Sektflaschen abgefüllt, da diese dickwandiger waren und so den kostbaren Inhalt besser schützten. Verschlossen wurden die Flaschen mit einem Korken und Siegellack. Das Porträt auf dem Label musste auf Drängen der Nationalsozialisten entfernt werden – der Name blieb jedoch erhalten. Im Flensburger Rum-Museum ist dem Hansen Präsident ein eigener Abschnitt eingeräumt worden.